# كنت رئيسا لمصر (كتاب)
كنت رئيسا لمصر أو مذكرات محمد نجيب هو أحد أهم الكتب التاريخية في التاريخ المصري لفترة ما بعد الملك الفاروق وحتى نفى محمد نجيب كتبه محمد نجيب بعد خروجه من المنفى عام 1984 وكان للكتاب أثر كبير في وقتها.

## سبب كتابة الكتاب
بعد خروج محمد نجيب من المنفى زاره بعض أصدقاءه القدامى وطلبوا منه أن يظهر الحقائق التي لم يظهرها بعد وقد رفض في البداية بعد تفكير قرر كتابته.
ويقول محمد نجيب عن ذلك:
| كنت رئيسا لمصر (كتاب) | وقلبت أوراقي الخاصة وذاكرتي وقرأت ما نشرته من قبل وما نشر عني وأحسست فعلاً أن عندهم حق فهناك وقائع لم أجد من المناسب ذكرها وهناك تفاصيل تجاهلتها وهناك أسماء لم أنشرها . وأدركت أنه بقى على واجب لابد من أدائه قبل الرحيل أن أكشف ما سترته وأزيح ما واريته وأكمل الصور التي أشرت لوجودها. | كنت رئيسا لمصر (كتاب) |
| — محمد نجيب           | |                       |

## الكتاب في فصول
أخرج محمد نجيب الكتاب من مقدمة وأربعة عشر فصلاً وسمى كل فصل اسماً خاصاً يعبر عن محتواه ووضع تحت اسم كل فصل مجموعة من النقاط اقتبس فيها أهم العبارات في الفصل. وفي نهاية الكتاب وضع محمد نجيب مجموعة من الخطابات مطبوعة بخط اليد. ثم مجموعة من الصور له منذ انضمامه إلى المدرسة الحربية وحتى بعد خروجه من المنفى.وقد سرد محمد نجيب الكتاب كأنه قصة تجري على لسانه.

### الفصل الأول
ليس ابن النيل 
- لا أعرف تاريخ ميلادي بالضبط حتى الآن.
- دش بارد من جدتي على رأس أبي.
- عشر جلدات على ظهري من الإنجليز بسبب مصر.
- ابن أحمد عرابي قال لي: الضابط في جيش الاحتلال مقاول أنفار.
- سنتيمتر واحد كان سيمنعني من أن أكون ضابطاً.

### الفصل الثاني
سنوات الخدمة
- بعد ستة شهور كضابط أدركت أنني ملاحظ عمال تراحيل.
- تحديت الجيش والإنجليز والسرايا وشاركت علناً في ثورة 1919 .
- ورطة مع وزارة الداخلية بسبب ستة قروش.
- مشوار الثائر السوداني على عبد اللطيف بدأ في اللواء الأبيض وانتهى في الخانكة.
- دعوت الثوار السودانيين على الغداء في قصر الحرس الملكي بقصر عابدين.
- الملكة نازلي تصورت أنني باشا وطلبت زيارتي في بيتي.
- النحاس قال لي: أفضل أن يكون الجيش بعيداً عن السياسة.
- أول لقاء لي مع الملك فاروق كان بالمايوه والشبشب.

### الفصل الثالث
حرب فلسطين
- نضال الجيش المصري في الأربعينات من مقومة رئيس الأركان إلى مقاومة الحرس الحديدي.
- وجود السودانيين في بيتي جريمة يرصدها البوليس السياسي المصري.
- هددت بالاستقالة لو لم يفرجوا عن الضابط أنور السادات.
- طالبت القصر بعدم الدخول في مستنقع حرب فلسطين لكن لم يستجب أحد.
- عامر لجمال عبد الناصر: عثرت في اللواء نجيب على كنز عظيم.

### الفصل الرابع
العد التنازلي
- الملك فاروق يبيع مخلفات الحرب العالمية الثانية للجيش المصري.
- رفض عبد الناصر أن استقيل وقال: سيكون تنظيماُ بلا غطاء.
- قدمت للوفد مذكرة تشرح أسباب هزيمتنا في فلسطين لم يؤخذ بها.
- كنت أول من أطلق عـبارة «تنظيم الضباط الأحرار».
- احترقت القاهرة وانتهى الوفد والنحاس والملك فاروق أيضاُ.
- كاد عبد الناصر أن يكشـفنا بحادث اغتيال حسين سري عامر.

### الفصـل الخـامـس
سـاعة الصـفر
- انتـخابات نادي الضـباط هي الرصـاصـة الأولى فـي مـعركة الثـورة.
- طلب رشاد مهنا نقله إلى العريش حتى لا يغضب منه الملك.
- لقاء ما بـعد مـنتصف الليـل مـع وزيـر الداخليـة في بيـت مصطفى أمين.
- 13 زنـزانة جاهـزة لقـيادات الضـباط الأحـرار قبل سـاعة الصــفر.
- المـلك يطلـب تدخـل الإنجلـيز لإنقاذه مـن الجيـش.
- أعجبت بجمـال عبـد الناصـر لأنـه لم يـوافق على ذبـح فـاروق.

### الفـصل السـادس
اللحــظة الحـرجــة
- نجحت الثورة تمـاماً يـوم رحل الملك فـاروق عـن مصـر.
- السنهوري وسليمان حافظ يصـيغان وثيقـة تنـازل الملك عن العـرش وجمال سالم يعـدل عليـها.
- فـاروق وقـع الـوثيـقة مرتين لأن يـده كانـت ترتعـش.
- الملك السـابق يتهمنـا بالفساد والدموية والفاشية رغم أنـنا كـنا كرمـاء معـه حـتى اللحـظة الأخـيرة.

### الفـصل السـابع
ما بعـد الانـقلاب
- ما حدث في ليـلة 23 يـوليـو هـل هـو ثورة أم انقلاب؟
- أول مهـمة لي في القاهرة كانت زيارة الرتب التي اعتقلناها في الكلية الحربية.
- أراد رشـاد مهـنا أن يصبـح ملـكاً فتخلصـنا منـه فـوراً.
- اخـترق العسكريون كل المجـالات وصبـغوا الحـياة المدنيـة باللون الكاكي.
- كان أجر الفلاح أقل من تكلفة إطعام الحمار في اليوم الواحـد.
- في مشـروع الإصلاح الزراعي كسـبت السياسـة وخسـرت الزراعة.
- الأزمـة الأولى بين الثورة والإخوان سـببها رفضـهم الوزارة العسكرية.

### الفصـل الثـامن
التحـول إلى الديكتاتورية
- السـياسـيون ينقلبون علينا.. والجيش أيضـاً.
- تحمس الوفـد والشـيوعيون للتخلص منـا والإخوان وقـفوا يتـفرجون.
- عبـد الناصر يـفرج عـن مـتآمري المدفعـية ليـنقذوه مـن متآمري الفرسان.
- الرجل الذي قال لي ليلاً: يا ظـالم.. يا ظـالم.
- سليمان حافظ نجـح في إقـناع ضـباط الثـورة بإلغـاء الدستور وحل الأحزاب وضرب الديمقراطية.
- رفضت الانتقال إلى قصـر عابدين وفـضلت إلقاء وأنـا رئيس جمهورية في بيتي القديـم المتـواضع.

### الفـصل التاسـع
الضـباط يحكـمون
- أنصـار الثـورة كانـوا أشـد ضـرراً عليـها من أعدائـها.
- طـردنا ملكاً وجئـنا بثـلاثـة عشـر ملكاً آخـر.
- عبـد الناصـر طلب تأمين مستقبل كل منا بعشرة آلاف جنـيه بنكنـوت جـديـد.
- حكم الأغلبية في مركز القيادة كان وراء عجـزي عن مواجـهة الديكتاتورية النامية.
- عبد الناصر عن النحاس: راجل طـيب واللي يتــعرض لـه مـا يشـفش الخـير.
- إتـهم عبـد الناصـر الإخوان بالتـعاون مع الإنجليز فـقرر مجلس الثورة التخلص منهم.

### الفـصل العاشـر
الاستقالة أو الإقالة
- استقلت أول مرة لأنني رفضت أن أكون مجرد واجهة.
- كان على أن أمارس سلطتي كاملة وإما أن استقيل لصالح عبد الناصر.
- حصروني في بيتي وقطـعوا اتـصالاتـي ومنـعوا الصـحف وأنـا لا أزال رئيساً للجمهورية.
- أرادوا تحطـيم صـورتي عنـد الناس فهب النـاس للتخلص منهـم.
- هتف الجـنود ضـد عبد المحسن أبو النور: يسقط خنفس الخائن.
- التهامي يتهمني بالشـيوعية والعمل مع خالد محيي الدين.
- عـدت إلى الحكم على أكتاف الجماهير ودماء الإخوان المسلمين.
- عبـد الناصر تسـامح مـع الإنجلـيز والأمريـكان مقابـل أن يتخلصوا مني.

### الفصل الحادي عشـر
كيف ضـاع السودان؟
- ما يشكو مـنه السودانيون هو نفسـه ما كانـوا يشكون مـنه منـذ أربعين سـنة.
- عبد الناصر كان يعتبر السودان عبئاً على مصر يجب التخلص منه.
- تخلص مجلس الثورة مـن وحدة وادي النيل مقابل اسـتقلال مصـر عنـدما قـال صلاح سالم: السودان ضايع.. ضايع.
- مظاهـرة ضـدي فـي الخرطوم تـهتـف: لا مصـري ولا بريـطاني.. السـودان للسـوداني.

### الفصل الثاني عشر
من فرط في الجلاء؟
- قدمنا لأمريكا تمثال إله الحكم عنـد الفراعنة وقدمت لنا مسدساً بـلا طلـقات.
- قبل عبـد الناصـر في مفاوضات الإنجلـيز مـا رفضـته أنا.
- حركات مكشـوفـة على مائـدة المفاوضات حاول بهـا عبـد الناصـر أن يثبـت للإنجليز أنه الرجل الأهـم.
- المخابرات المركزية ترسم الخطط الأمنية لعبـد الناصـر وتدعم حرسـه بالسـيارات والأسلحة الجديدة.
- قال لي السـفير السوفيتي لو قدمنا لكم السلاح لاستخدمتموه ضـدنا.

### الفصل الثالث عشر
بوابة الدخول الاجتماعي
- أراد الأمريكان أن يحصلوا على مصر مجاناً.
- ضحكت إسرائيل علـى أمريـكا ونجحت في اقناعها بعدم جدوى مساعدة مصر.
- مندوب من مجلس القيادة لحضور افتـتاح شـيكوريل بعد تجديده.
- توقعت أن تتقدم إسرائيل بميعادها سلام بعد تغيير الحكم في مصر.
- الوحدة العربيـة تبـدأ بإلغاء تأشـيرة الدخول ورفع القيود الجمركية بين الدول العربية.
- فـتوى شـيخ الأزهر التي جـعلت فاروق يتـخلص مـنه.
- تشجيع رأس المال الفردي والأجنبي كان من أهدافنا في الخمسينيات.

### الفصل الرابع عشر
أيام المعتقل
- رفضت أن أهرب خارج مصر بحجة وجود خطر على حياتي.
- تمنيت أن يعاملوني لحظة التخلص منى كما عاملت الفاسـد فاروق.
- الذين قاموا بالثورة طحنتهم والذين نافقوا رفعتهم.
- شطبوا اسمي من كتاب التاريخ فلم يصدق أطفالي أنني كنت رئيساً لمصـر.
- ابني الأكبر مات بعد الاعتقال والأوسط مات مقتولاً في ألمانيا والثالث طردوه من عمله بقرار جمهوري.
- ضربت وأهنت وتعرضت للموت في حادث اختطاف عام 1956.
- سمعت خبر وفاتي بأذني في إذاعات العالم نقلاً عن مصادر في القاهرة.

## طبعات الكتاب
طبع الكتاب ثمان طبعات منذ لإصداره أول مره عام 1984 وكان منهم أربع طبعات في نفس عام الإصدار. وذلك لشدة الإقبال على معرفة الحقائق التي ظهرت لأول مرة في الكتاب. زاد الإقبال على الكتاب مرة أخرى بعد أحداث ثورة 25 يناير في مصر وذلك لإقبال الناس على معرفة أشخاص مثل محمد نجيب أخفى تاريخهم.
- الطبعة الأولى سبتمبر 1984.
- الطبعة الثانية أكتوبر 1984.
- الطبعة الثالثة أكتوبر 1984.
- الطبعة الرابعة نوفمبر 1984.
- الطبعة الخامسة فبراير 1988.
- الطبعة السادسة يناير 1993.
- الطبعة السابعة يوليو 1999.
- الطبعة الثامنة يوليو 2003.